# Kownatki (Kozłowo)
Kownatki (deutsch Kownatken, 1938 bis 1945 Kaunen) ist ein Dorf in der polnischen Woiwodschaft Ermland-Masuren. Es gehört zur Gmina Kozłowo (Landgemeinde Groß Koslau, 1938 bis 1945 Großkosel) im Powiat Nidzicki (Kreis Neidenburg).

## Geographische Lage
Kownatki liegt am Südufer des Kownatken-See (1938 bis 1945 Kaunensee, polnisch Jezioro Kownatki) im Südwesten der Woiwodschaft Ermland-Masuren, 13 Kilometer nordwestlich der Kreisstadt Neidenburg (deutsch Neidenburg).

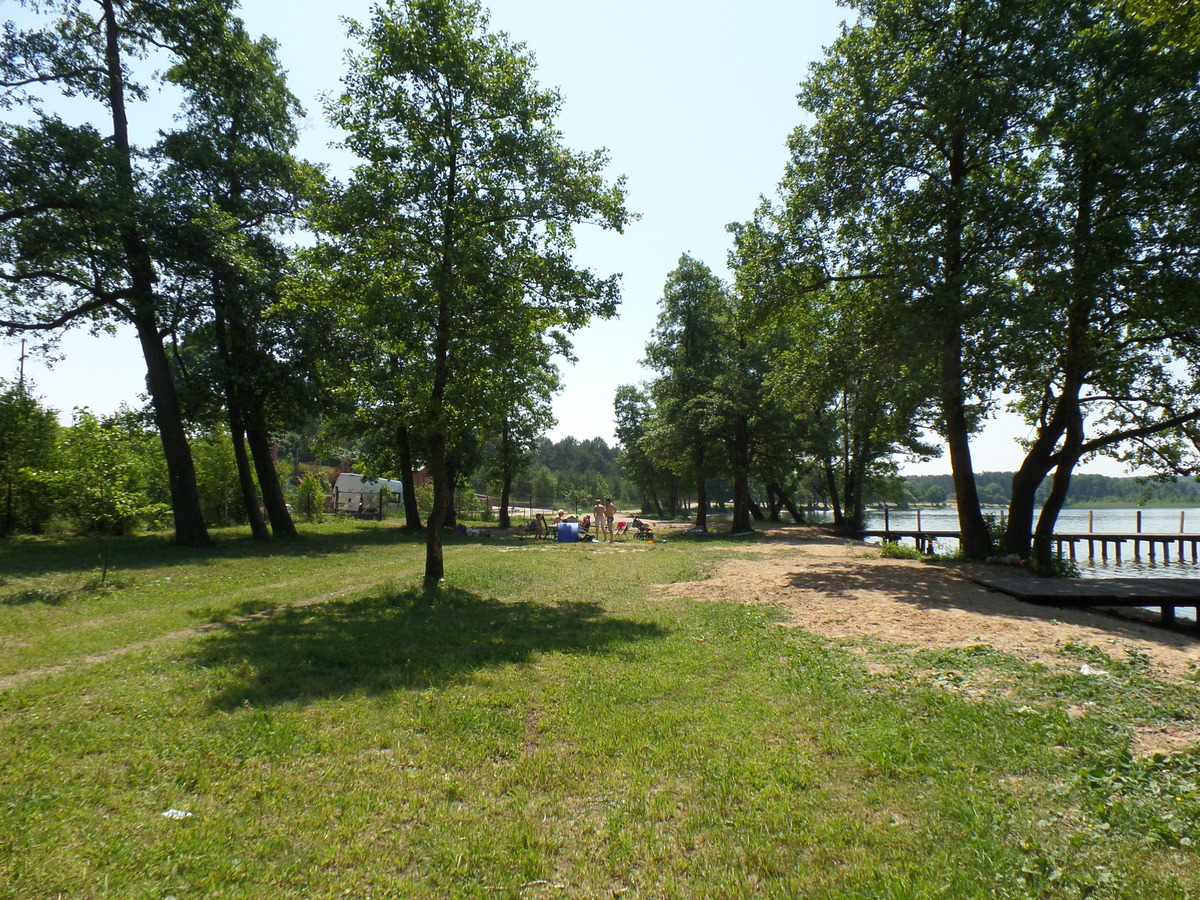
Kownatki am Jezioro Kownatki

## Geschichte
Das einstige Kawnatken – um 1785 Kawatken, nach 1785 Kownattken, nach 1820 Kownatkengenannt – wurde nach 1321 gegründet und bestand aus einem Dorf und einer Domäne. Im Jahre 1874 wurden die Landgemeinden Kownatken und der Gutsbezirk Kownatken in den neu errichteten Amtsbezirk Skottau (polnisch Szkotowo) eingegliedert, der etwa 1932 in den „Amtsbezirk Gardienen“ (polnisch Gardyny) umgewandelt wurde und bis 1945 zum ostpreußischen Kreis Neidenburg gehörte. Im Jahre 1910 zählte Kownatken 214 Einwohner, von denen 85 im Dorf und 129 im Gutsbezirk wohnten.
Am 30. September 1928 kam es zum Zusammenschluss der Landgemeinde Kownatken mit dem Gutsbezirk Kownatken zur neuen Landgemeinde Kownatken. Ihre Einwohnerzahl belief sich 1933 auf 222.
Aus politisch ideologischen Gründen der Abwehr fremdländisch klingenden Ortsnamen erfolge am 3. Juni – amtlich bestätigt am 16. Juli – 1938 die Umbenennung von Kownatken in „Kaunen“. 1939 betrug die Einwohnerzahl 214.
1945 wurde in Kriegsfolge das gesamte südliche Ostpreußen an Polen überstellt. Das Dorf Kaunen erhielt die polnische Namensform „Kownatki“ und ist heute mit dem Sitz eines Schulzenamts eine Ortschaft im Verbund der Gmina Kozłowo (Landgemeinde Groß Koslau, 1938 bis 1945 Großkosel) im Powiat Nidzicki (Kreis Neidenburg), bis 1998 der Woiwodschaft Olsztyn, seither der Woiwodschaft Ermland-Masuren zugehörig. Im Jahre 2011 zählte Kownatki 114 Einwohner.

## Kirche
Bis 1945 war Kownatken resp. Kaunen in die evangelische Kirche Skottau in der Kirchenprovinz Ostpreußen der Kirche der Altpreußischen Union sowie in die römisch-katholische Kirche Thurau (polnisch Turowo) im Bistum Ermland eingepfarrt. Zur katholischen Kirche Turowo, jetzt allerdings dem Erzbistum Ermland zugeordnet, gehört Kownatki noch heute. Evangelischerseits ist der Ort in die Pfarrei Nidzica mit der näher gelegenen Filialgemeinde Gardyny (Groß Gardienen) in der Diözese Masuren der Evangelisch-Augsburgischen Kirche in Polen eingegliedert.

## Verkehr
Kownatki liegt an einer Nebenstraße, die die Schnellstraße 7 bei Rączki (Rontzken, 1938 bis 1945 Hornheim) mit der Woiwodschaftsstraße 542 bei Dąbrówno (Gilgenburg) verbindet. Eine Nebenstraße führt von Kamionki (Adlig Kamiontken, 1938 bis 1945 Steintal) über Siemianowo (Siemienau) nach Kownatki. Eine Anbindung an den Bahnverkehr besteht nicht.